# Sztum (gmina)
Sztum – gmina miejsko-wiejska w Polsce położona w województwie pomorskim, w powiecie sztumskim. W latach 1975–1998 gmina administracyjnie należała do województwa elbląskiego.
Pod względem przynależności regionalnej Miasto i Gmina Sztum należy do subregionu nadwiślańskiego. Według regionalizacji geograficznej Sztum należy do zachodniej części Pojezierza Iławskiego.
W skład gminy wchodzi 18 sołectw: Barlewice, Biała Góra, Czernin, Gościszewo, Gronajny, Kępina, Koniecwałd, Koślinka, Nowa Wieś, Parowy, Piekło, Pietrzwałd, Postolin, Sztumska Wieś, Sztumskie Pole, Uśnice, Zajezierze i sołectwo ulicy Domańskiego.
Siedzibą gminy i powiatu sztumskiego jest miasto Sztum. W średniowieczu Sztum był wyspą – ośrodkiem włości Aliem, wchodzącej w skład Pomezanii. Obecnie Sztum umiejscowiony jest pomiędzy dwoma jeziorami: Zajezierskim (tzw. Sztumskim) oraz Barlewickim. Na terenie gminy występują również jeziora Dąbrówka i Parleta.

## Struktura powierzchni
Według danych z roku 2002 gmina Sztum ma obszar 180,84 km², w tym:
- użytki rolne: 61%
- użytki leśne: 25%

Gmina stanowi 24,74% powierzchni powiatu.

## Demografia
Dane z 31 grudnia 2017:
| Opis                              | Ogółem | Ogółem | Kobiety | Kobiety | Mężczyźni | Mężczyźni |
| --------------------------------- | ------ | ------ | ------- | ------- | --------- | --------- |
| jednostka                         | osób   | %      | osób    | %       | osób      | %         |
| populacja                         | 18 578 | 100    | 9513    | 51,3    | 9065      | 48,7      |
| gęstość zaludnienia (mieszk./km²) | 103    | 103    | 52,8    | 52,8    | 50,2      | 50,2      |

- Piramida wieku mieszkańców gminy Sztum w 2014 roku:

## Administracja
Lista burmistrzów miasta i gminy Sztum oraz ich zastępców i przewodniczących rady w okresie III Rzeczypospolitej:
| Daty      | Burmistrz                                                       | Zastępca burmistrza    | Przewodniczący rady                      |
| --------- | --------------------------------------------------------------- | ---------------------- | ---------------------------------------- |
| 1990–1991 | Antoni Fila (Komitet Obywatelski „Solidarność”)                 | Waldemar Wnuk          | Wacław Bielecki (KO „Solidarność”)       |
| 1991–1994 | Waldemar Wnuk (KO „Solidarność”)                                | Janusz Konefał         | Wacław Bielecki (KO „Solidarność”)       |
| 1994–1998 | Krzysztof Mroczkowski (Polskie Stronnictwo Ludowe)              | Leszek Tabor           | Zbigniew Zwolenkiewicz (SLD)             |
| 1998–2002 | Leszek Tabor (Sojusz Lewicy Demokratycznej / Razem dla Powiśla) | Zbigniew Zwolenkiewicz | Czesław Oleksiak (SLD)                   |
| 2002–2006 | Leszek Tabor (Sojusz Lewicy Demokratycznej / Razem dla Powiśla) | Alicja Podlewska       | Joachim Majewski (Platforma Obywatelska) |
| 2006–2014 | Leszek Tabor (Sojusz Lewicy Demokratycznej / Razem dla Powiśla) | Alicja Podlewska       | Czesław Oleksiak (RdP)                   |
| 2014–2019 | Leszek Tabor (Sojusz Lewicy Demokratycznej / Razem dla Powiśla) | Ryszard Wirtwein       | Czesław Oleksiak (RdP)                   |
| 2019–2020 | Leszek Tabor (Sojusz Lewicy Demokratycznej / Razem dla Powiśla) | Bartosz Luterek        | Czesław Oleksiak (RdP)                   |
| 2020–2023 | Leszek Tabor (Sojusz Lewicy Demokratycznej / Razem dla Powiśla) | vacat                  | Czesław Oleksiak (RdP)                   |
| 2023–2024 | Leszek Tabor (Sojusz Lewicy Demokratycznej / Razem dla Powiśla) | Bartosz Mazerski       | Czesław Oleksiak (RdP)                   |
| od 2024   | Bartosz Mazerski (RdP)                                          | Adam Kaszubski         | Waldemar Fierek (RdP)                    |

## Ochrona przyrody
- Rezerwat przyrody Biała Góra
- Rezerwat przyrody Las Mątawski
- Rezerwat przyrody Parów Węgry

## Sąsiednie gminy
Gniew, Malbork, Mikołajki Pomorskie, Miłoradz, Pelplin, Ryjewo, Stary Targ
Gmina graniczy z trzema innymi powiatami (powiat malborski – gminy Malbork i Miłoradz, powiat tczewski – gminy Pelplin i Gniew, powiat kwidzyński – gmina Ryjewo) oraz z dwiema gminami w obrębie powiatu sztumskiego (Mikołajki Pomorskie i Stary Targ).

## Sport i rekreacja
Kluby sportowe na terenie miasta i gminy Sztum:
- Lekkoatletyczny Klub Sportowy Zantyr Sztum z sekcją nordic walking, zał. 2005
- Kolarski Ludowy Klub Sportowy Lider Sztum, zał. 2005
- Klub Piłkarski Olimpia Sztum, zał. 1959
- Klub Sportowy Czernin (piłka nożna), zał. 1977
- Klub Sportowy Ruch Gościszewo (piła nożna), zał. 1959
- Ludowy Klub Sportowy Błyskawica Postolin (piłka nożna), zał. 1936
- Miejski Ludowy Klub Sportowy Victoria Sztum (kajakarstwo), zał. 1980
- Uczniowski Klub Sportowy Sokolik Czernin przy Szkole Podstawowej w Czerninie, zał. 1996
- Klub Sportowy Sztumskie Smoki (smocze łodzie), zał. 2016
- Sztumski Klub Tenisa Ziemnego Break Point, zał. 2013